# Галерија грбова Венецуеле
Галерија грбова Венецуеле обухвата актуелни грб Боливарске Републике Венецуеле, њене историјске грбове, као и грбове њених савезних држава.

## Актуелни грб Венецуеле
- Грб
 Боливарске Републике Венецуеле 
 (2006–данас)

## Историјски грбови Венецуеле
- Грб
 Генералске Капетаније Венецуеле 
 (1777–1810)
- Грб
 Прве Венецуеланске републике 
 (1810–1812)
- Грб
 Друге Венецуеланске републике 
 (1813–1814)
- Грб
 Треће Венецуеланске републике 
 (1814–1819)
- Грб
 Велике Колумбије 
 (1819–1830)
- Грб
 Државе Венецуеле 
 (1830–1864)
- Грб
 Сједињених Држава Венецуеле 
 (1864-1954)
- Грб
 Републике Венецуеле 
 (1954-2006)

## Грбови савезних држава Венецуеле
- Анзоатеги
- Арагва
- Боливар
- Федерални град
- Гварико
- Мерида
- Миранда
- Нуева Еспарта
- Сукре